# 法蘭西書院
法蘭西書院（日语：フランス書院），是日本的出版社，現為三笠書房的全資子公司（但實際為三笠書房的事業部門運作），以出版官能小說、成人漫畫為主力。早期翻譯國外的作品，現今以日本人原創的作品為主，成人漫畫雜誌僅出版至2007年為止。

## 主要的書籍、雜誌
- 法蘭西書院文庫（フランス書院文庫）
  - 大師文庫（マスターズ文庫，目標讀者為壯年男性）
  - 結城彩雨文庫
  - 投稿生小說系列
- 法蘭西書院漫畫文庫（フランス書院コミック文庫）
  - 成人漫畫系列，初期以劇畫畫風漫畫為主，現今全為美少女漫畫。
- Hard X Novels （ハードXノベルス）
- 美少女文庫
- （已休刊）
- COMIC Zip（已休刊）

- 電子書

以夏普所開發的XMDF格式販售出版。

## 外部連結
- （日語）フランス書院 On-Line （页面存档备份，存于）
- （日語）美少女文庫
- （日語）プランタン出版 （页面存档备份，存于）